# 絲鰭斜棘䲗
絲鰭斜棘䲗（学名：Repomucenus virgis）为䲗科斜棘䲗屬的一种鱼类，俗名暗色鼠衔鱼、处女䲗、南海䲗。分布于中国至日本南部、台湾岛，包括南海、东海等海域。该物种的模式产地在日本Misaki。